# سیارک ۲۱۲۹۸۱
سیارک ۲۱۲۹۸۱ (به انگلیسی: 212981 Majalitovic، نامگذاری:2009CH51) دویست و دوازده هزار و نهصد و هشتاد و یکمین سیارک کشف شده‌است که در ۱۴ فوریه ۲۰۰۹ کشف شد.